# Idionella formosa
Idionella formosa là một loài nhện trong họ Linyphiidae.
Loài này thuộc chi Idionella. Idionella formosa được Richard C. Banks miêu tả năm 1892.